# Jonathan Spector
Jonathan Michael Paul Spector, född 1 mars 1986, är en amerikansk fotbollsspelare som spelar som försvarare för Birmingham City. Han påbörjade sin professionella karriär i England när han som tonåring blev värvad av Manchester United. Säsongen 2005/2006 var utlånad till Charlton Athletic och värvades 2006 av West Ham United, där han spelade över 100 matcher innan han släpptes av klubben vid slutet av säsongen 2010/2011.
Som ungdomsspelare spelade Spector som anfallare, men har som proffsspelare spelat som försvarare. Han spelar oftast som högerback men kan spela på alla positioner i försvaret och som central mittfältare.